# Babina Luka
Babina Luka je vesnice v opštině Valjevo na západě Srbska. Narodil se zde revolucionář Petar Nikolajević Moler, který se účastnil Prvního i Druhého srbského povstání.

## Galerie

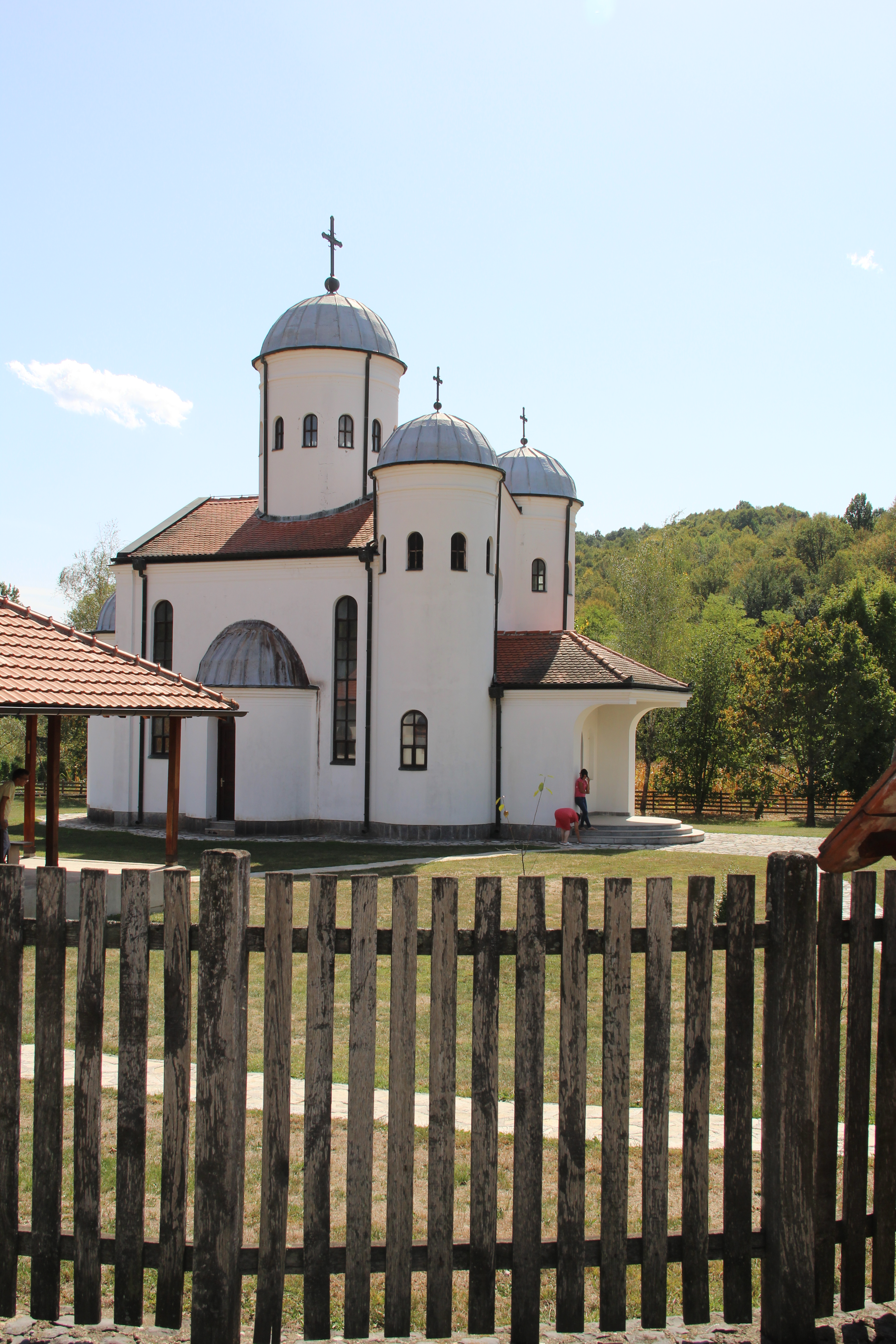
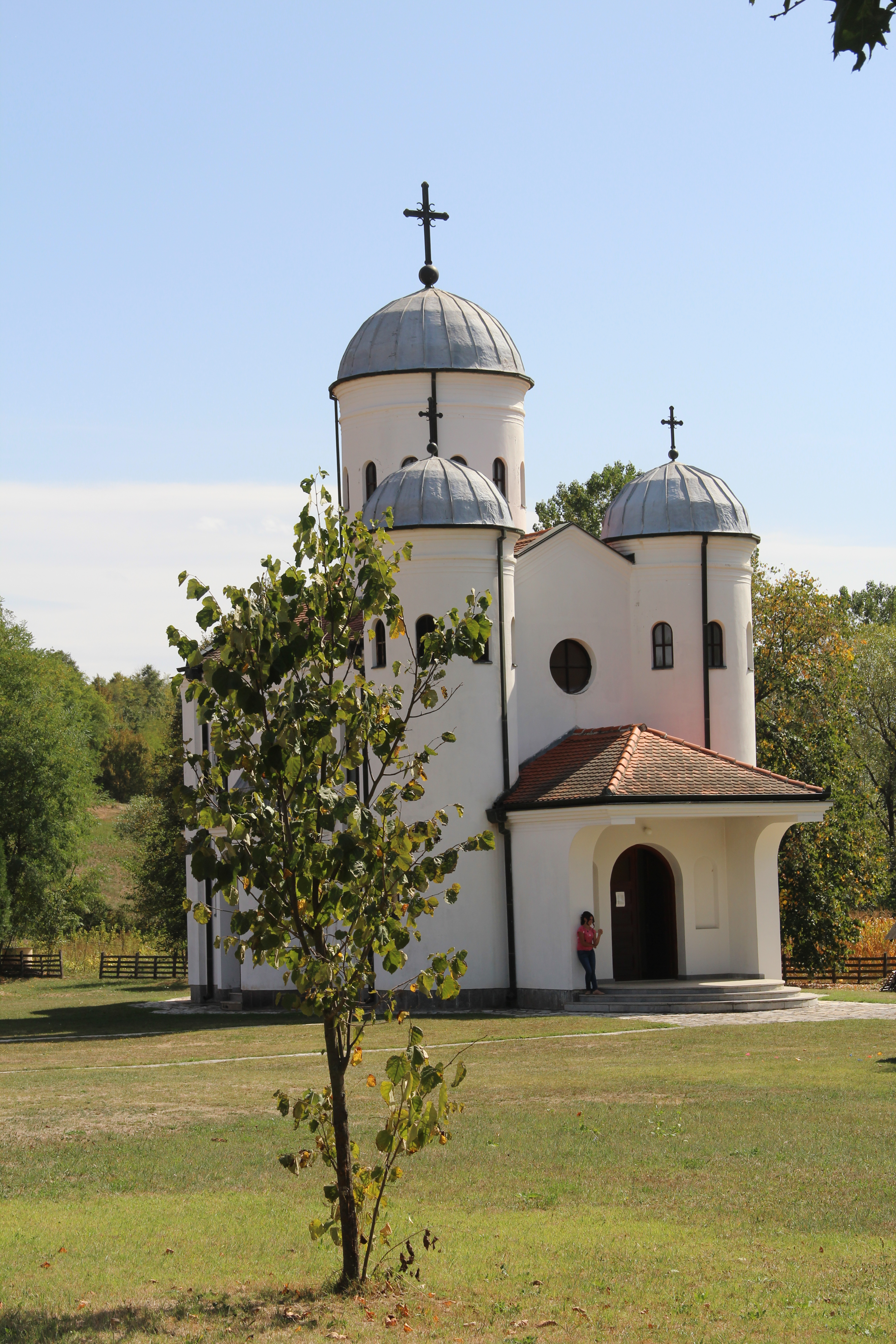
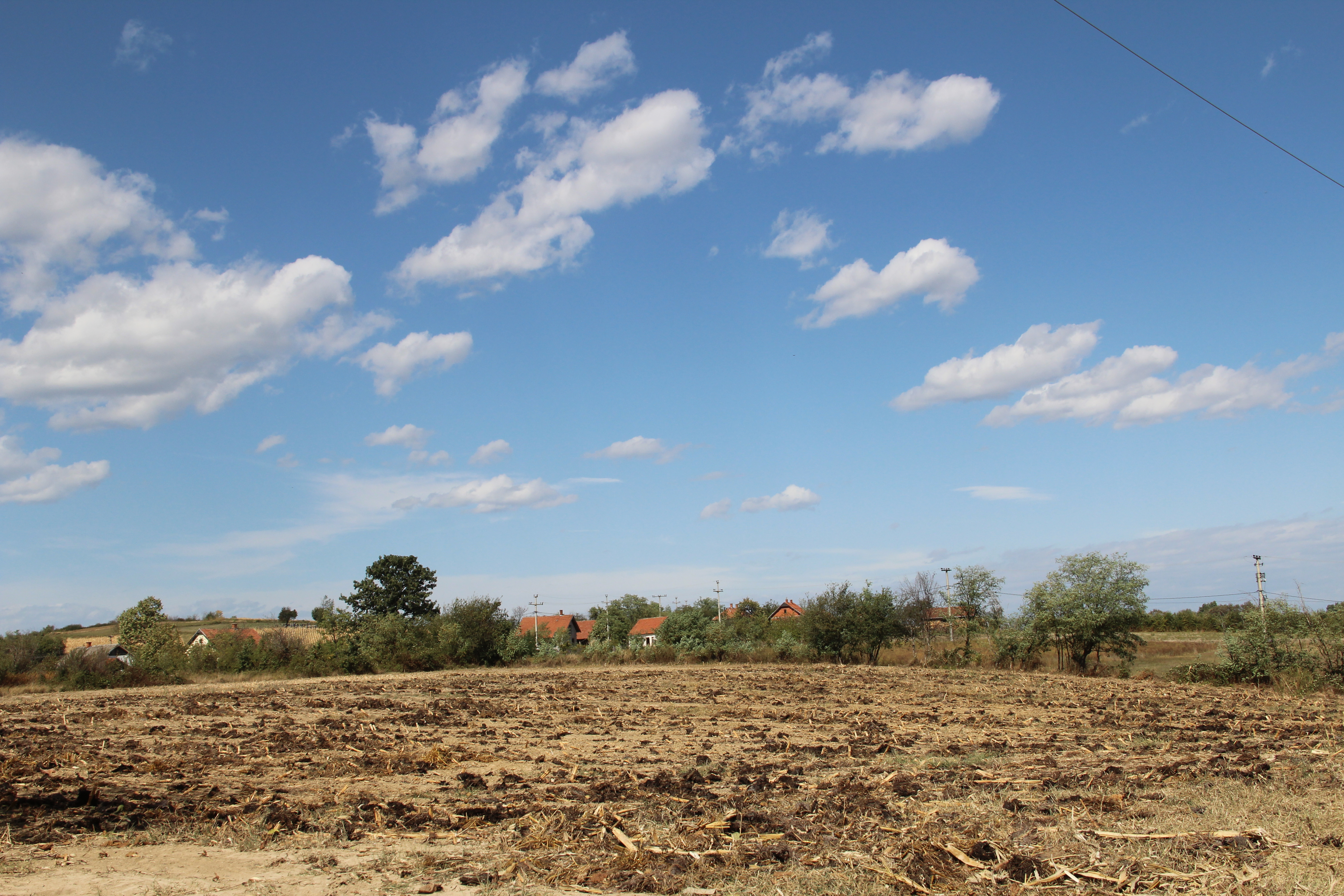
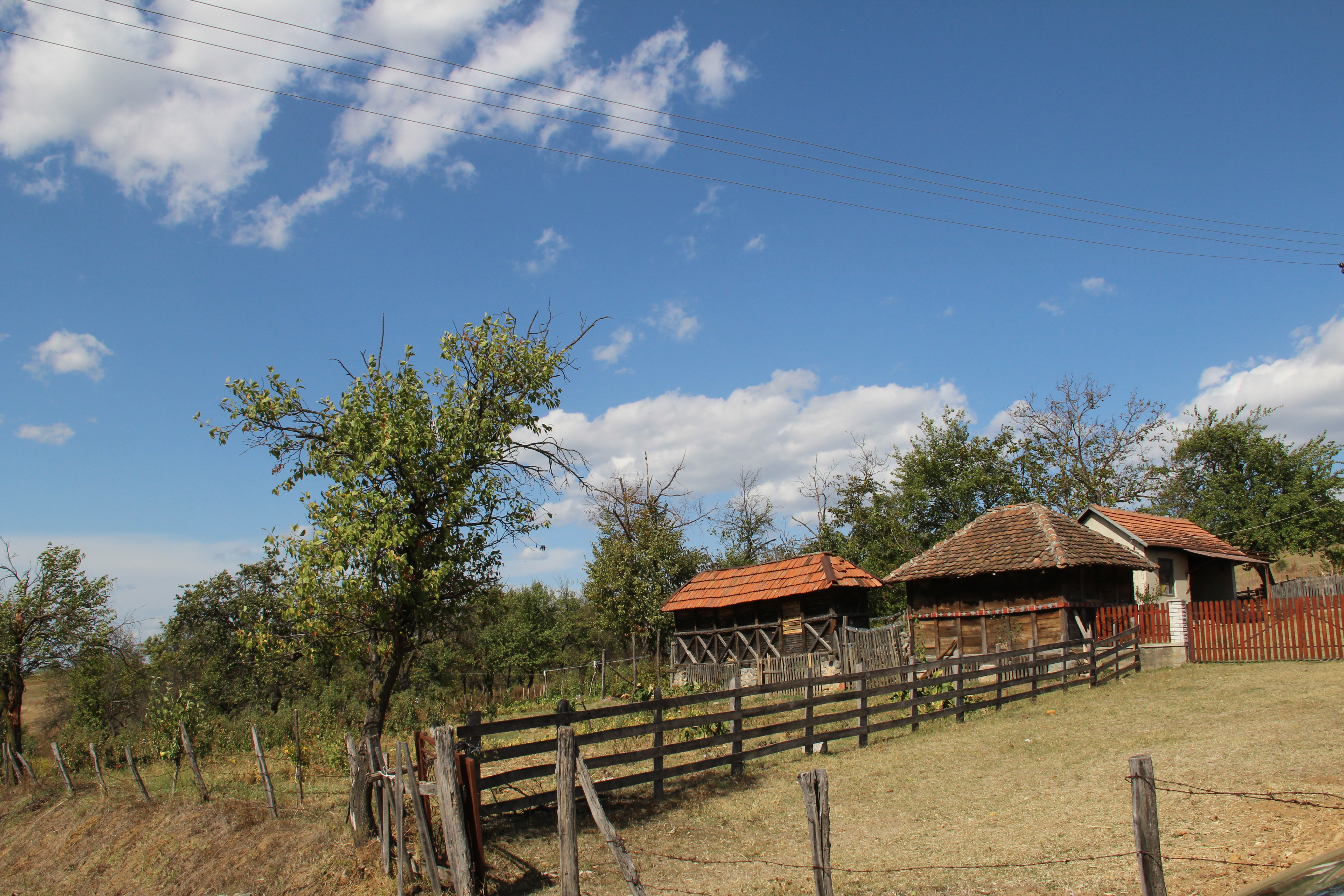
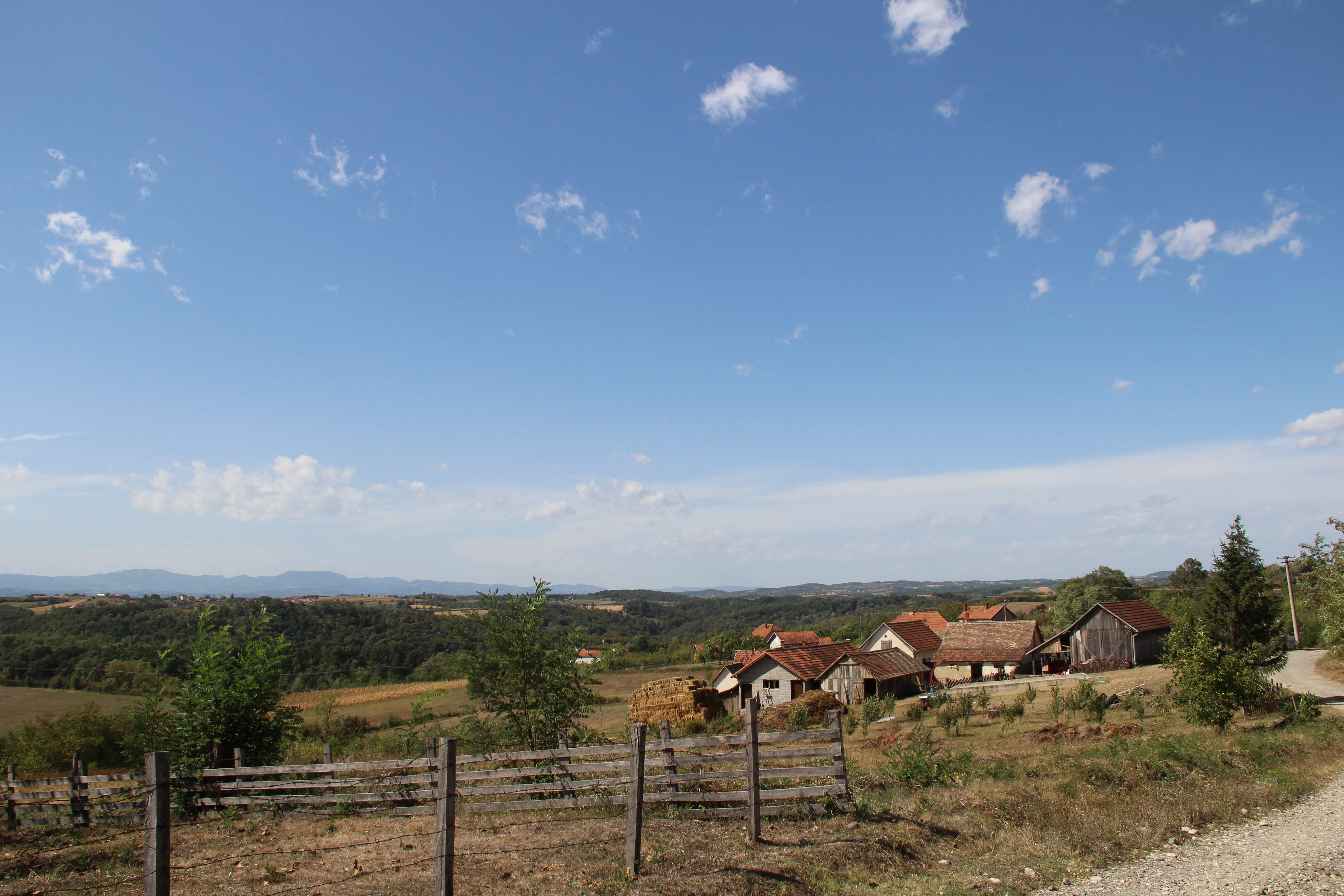
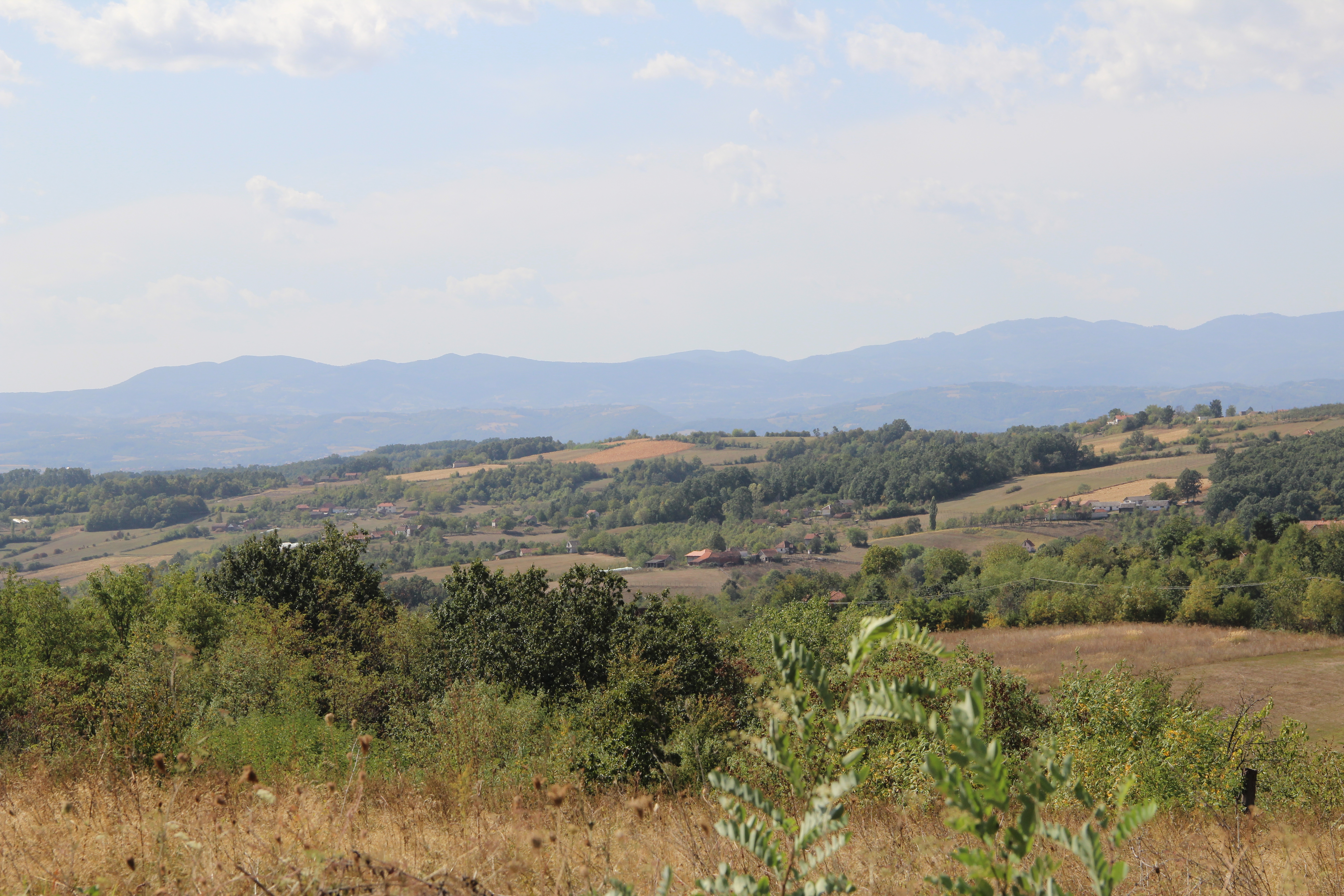
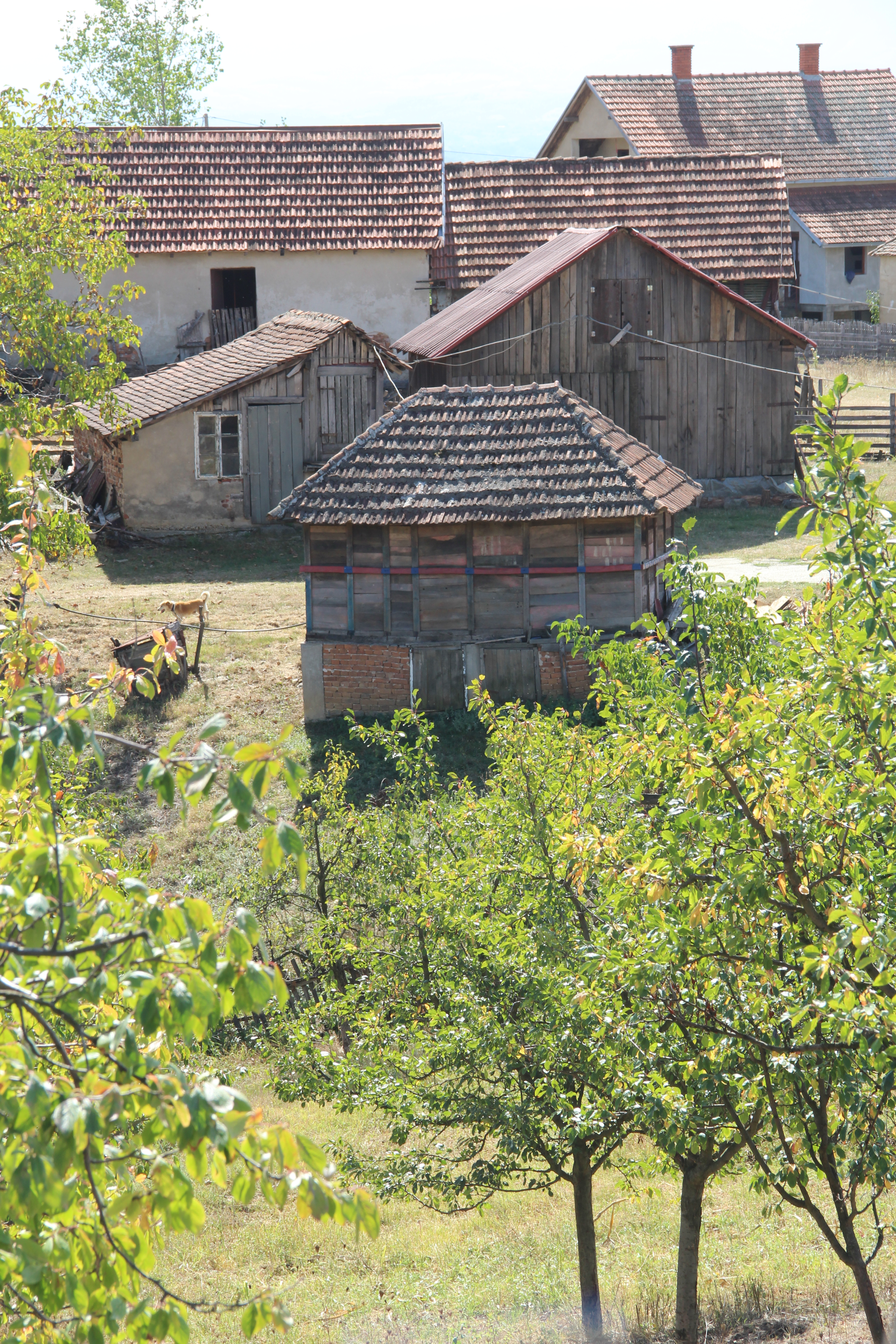
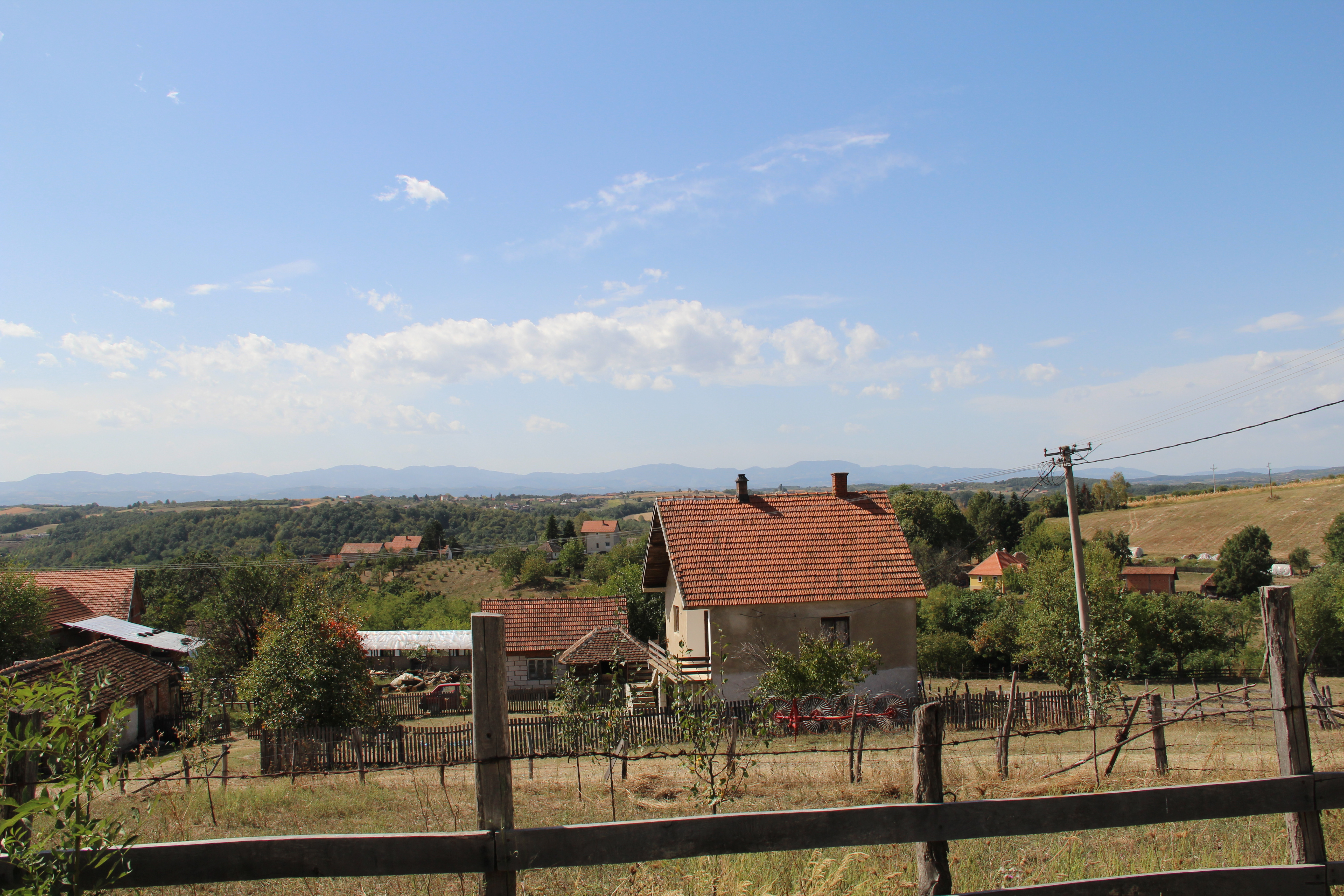
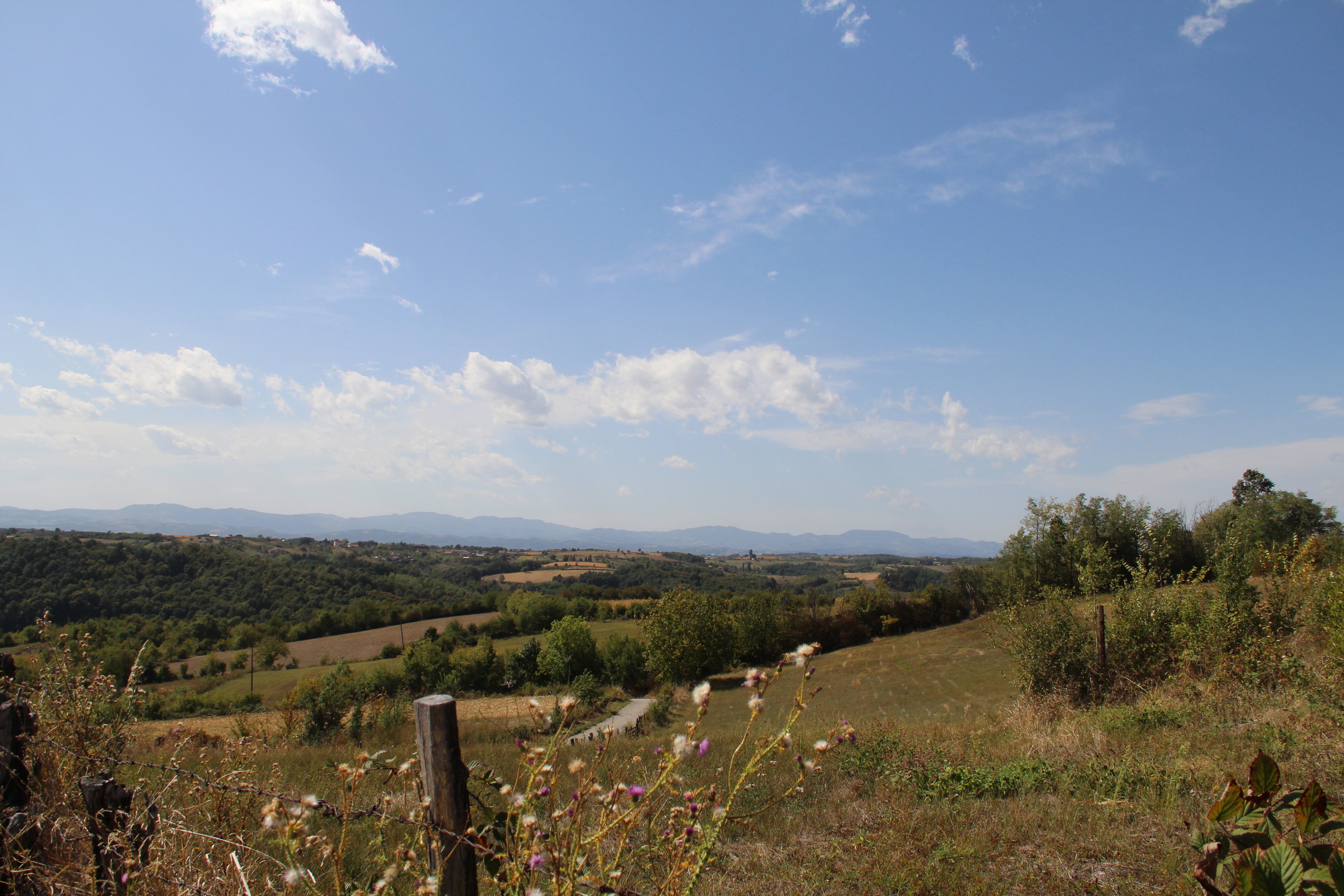
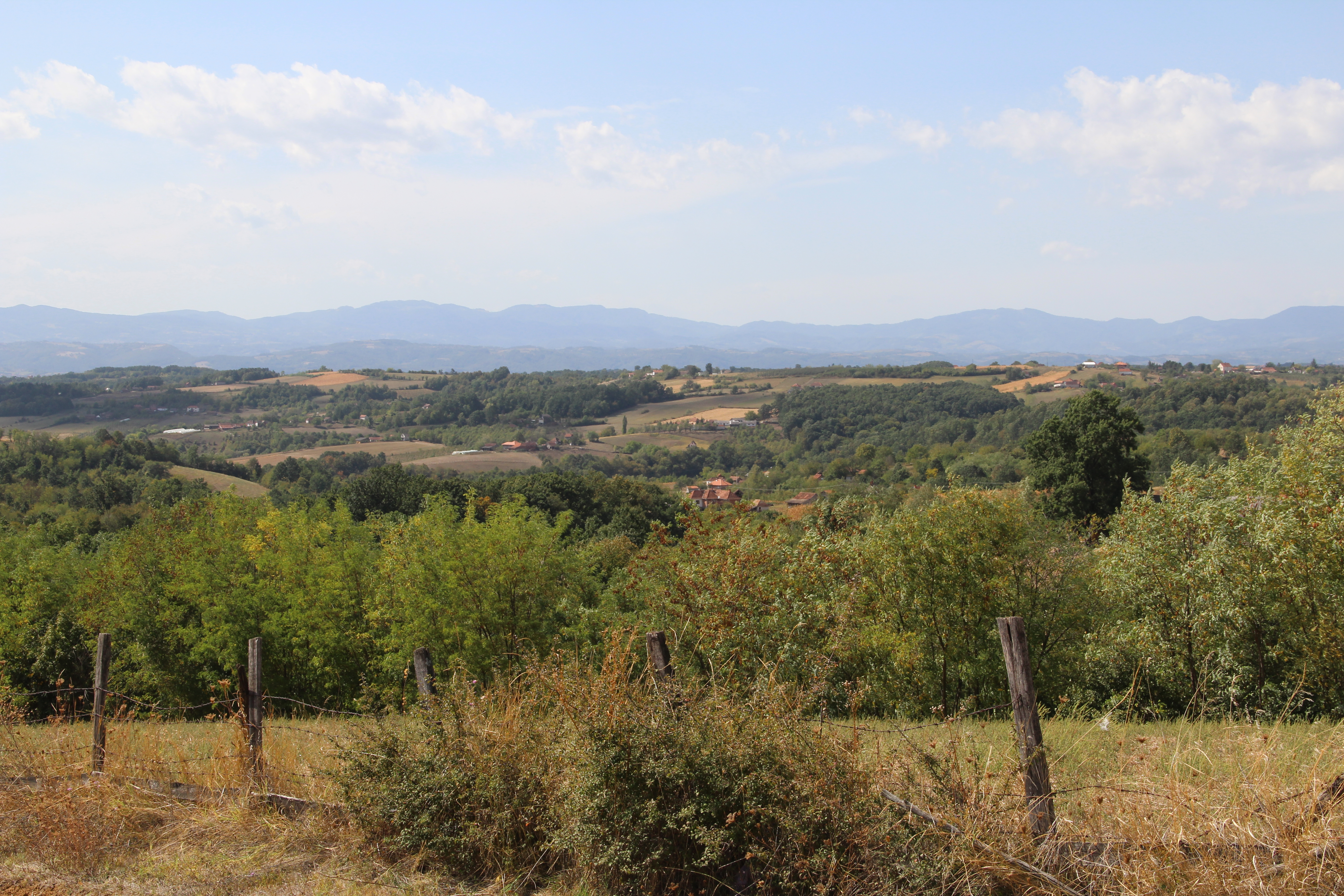
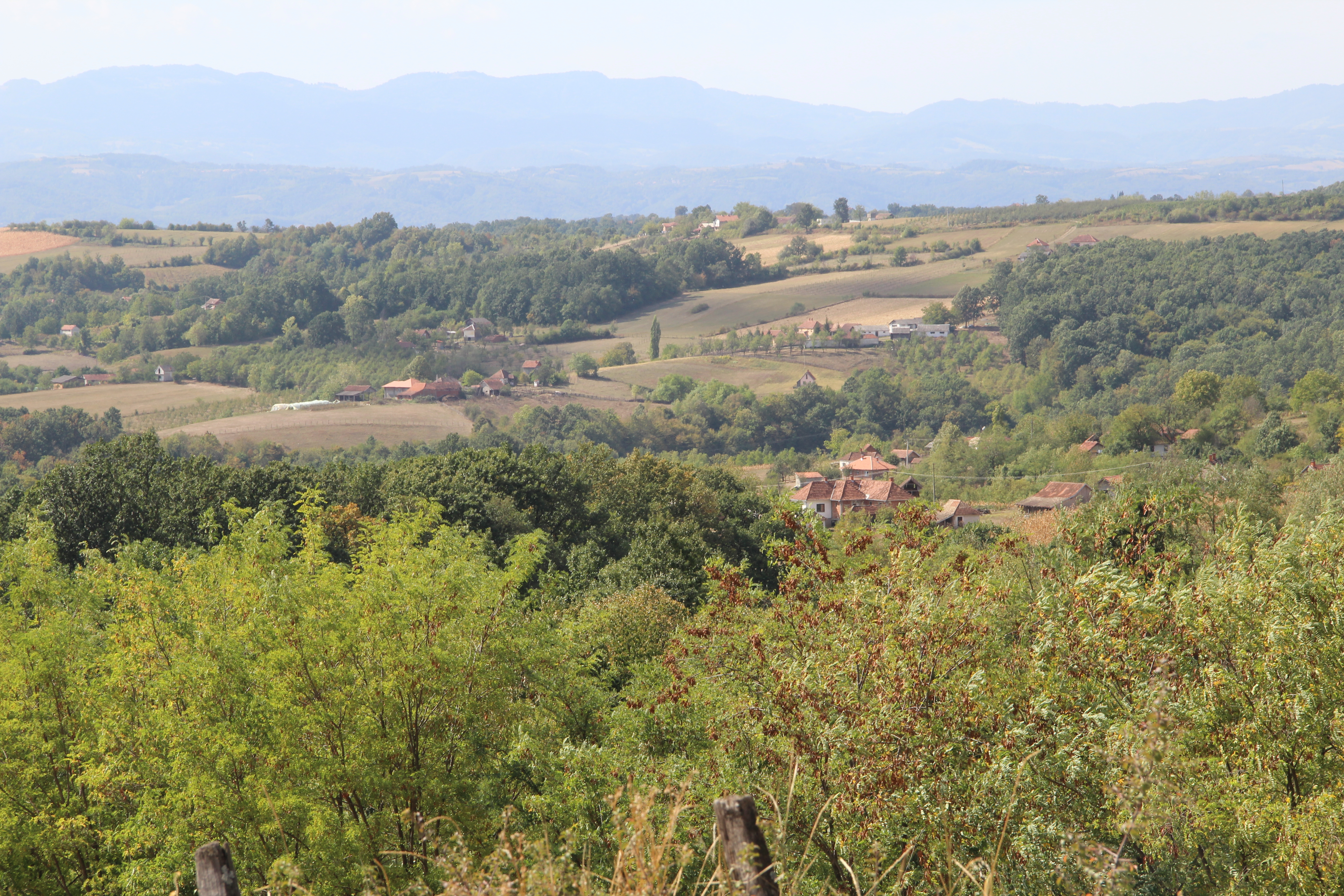